# 星之卡比 机械行星
《星之卡比 机械行星》（又译作）是由HAL研究所开发、任天堂在任天堂3DS上发行的星之卡比系列游戏。
本作以卡比和卡比機器人的“二重變身”為賣點，卡比自身可以吸收敵人的能力變身，而卡比操控的機器人也能吸收敵人的能力變身，兩種變身可以互相取長補短，塑造出豐富多彩的遊玩模式。

## 故事劇情
本作是继《星之卡比 三重豪华版》后约2年的正统续篇。基本系统与前作相似。
本作開篇，卡比和牠的小夥伴、敵人們一如既往的打打鬧鬧，但是從外太空來了一群充滿機械的外星人，他們對波普星世界注入了特殊的機械化液體，讓地球的動植物和地貌全部變成了機器風格，卡比為了把波普星還原成應有的樣子而踏上對抗機器人帝國的冒險。本作在第二關就會遇到新特色，即卡比所搭乘的機器人——“魔神機甲”，其可以扫描敌人来变型为各种形态。由于本作的舞台是被操纵机器人的宇宙企业所侵略的波普星，关卡的科幻色彩要比以往的系列作更为强烈。

## 关卡构成
本作是在机械化的波普星上进行冒险，共有6个区域，另加1个最终BOSS战专用区域。除了BOSS关卡外，每个关卡内有数量不等的IC方块，收集到一定数量后即可解除通往BOSS关卡的安全装置。若收集齐区域内的全部IC方块，可开启Ex关卡。Ex关卡的背景音乐多为系列作的重制。另外各区域的首字母串联起来为「PROGRAM」，意思是「程式」。
1. 機械蘋果森林
2. 高速發展城市和加班市民
3. 水世界遊樂場和冰淇淋商店
4. 沙漠51區和飛碟研究所
5. 好萊塢鐵軌電車和賭場
6. 外星人指揮部和秘書辦公室

## 新加复制能力
除了系列作的能力外，本作新增了3种能力
超能力（エスパー）
使用超能力的能力，可以进行超能力音波攻擊和瞬间移动等。
医生博士（ドクター）
既是医生又是博士的能力，使用绷带、胶囊、实验药品、化學武器等进行攻击。
毒
使用毒气和毒液的能力。外表和水能力较为相似，但毒雾和毒液会持续一段时间才消失。

## 相關作品

### 大家一起上！ 卡比獵人隊Z
2017年4月13日發行於任天堂3DS，由HAL研究所製作、任天堂發行。是由本作小遊戲所衍伸出的多人對戰遊戲。
2019年9月5日於任天堂Switch推出新作《超級卡比獵人隊》。

### 卡比的吸入大作戰
2017年7月4日發行於任天堂3DS，由HAL研究所製作、任天堂發行。是由本作小遊戲所衍伸出的平台動作遊戲。為系列第一次採用俯視3D視角的作品。

## 评价
《星之卡比 机械行星》在媒体上获得了较为良好的反响，在Metacritic网站的汇总得分为81分。IGN为本作打出8.0/10分，并写道“机械行星的机器装甲有着巨大的冲击力，令人惊叹的背景会让人忍不住打开裸視3D开关”。《Fami通》为本作打出9/9/9/9，共36分。
截至2016年6月，本作於日本共售出30萬479份。截至2017年3月，本作於全球共售出了136萬份。